# スティーブ・ハンセン
スティーブン・ウィリアム・ハンセン（Stephen William Hansen, CNZM, 1959年5月7日 - ）は、ニュージーランドのラグビー指導者。ラグビーニュージーランド代表元ヘッドコーチ。現在ジャパンラグビーリーグワントヨタヴェルブリッツのディレクターオブラグビーを務めている。

## 来歴

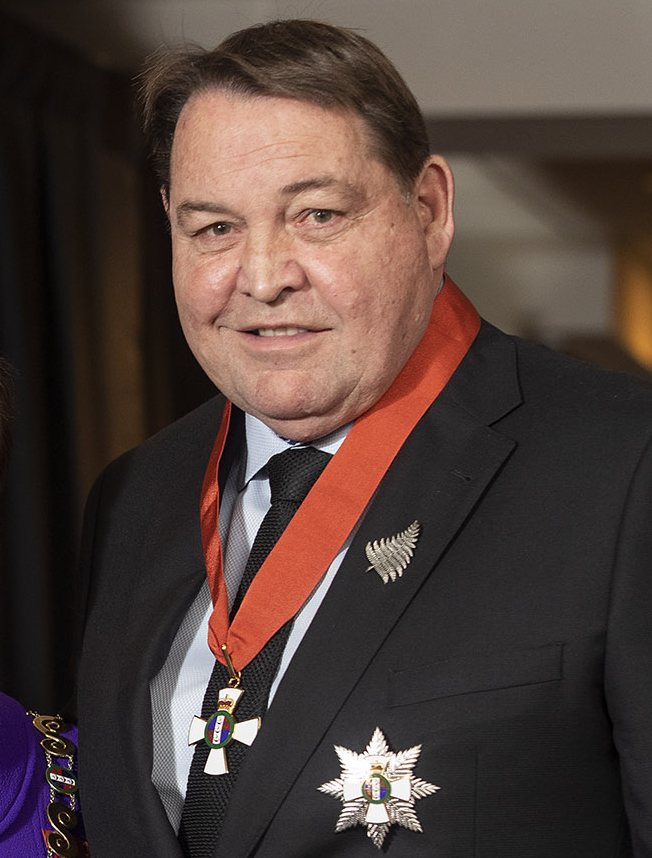
スティーブ・ハンセン

ダニーデン生まれ。タイエリ・カレッジ、クライストチャーチ・ボーイズ・ハイスクール卒。現役時代のポジションはセンター、フルバック。
カンタベリー州代表選手として15年間の競技生活を送るもラグビーニュージーランド代表（オールブラックス）に招集された経歴はなく、指導者としてのキャリアが長い。
1990年にフランスのラグビークラブ「ラ・ロシェル」にコーチとして1年間在籍。プロラグビーコーチ転身前は、ニュージーランド警察に所属する警察官であった。そのためメディアでは「元警察官のハンセン」と紹介されることが多い。プロラグビーコーチ転身後は、王立ニュージーランド警察学院臨時コーチ、国際ラグビーアカデミー（IRANZ）特別教官を歴任。
カンタベリー州代表・クルセイダーズアシスタントコーチ
1997年、ロビー・ディーンズのアシスタントとしてカンタベリー州代表アシスタントコーチに就任。当初はバックス担当コーチ、その後フォワード担当コーチを務める。2000年からはクルセイダーズヘッドコーチを兼任するディーンズのアシスタントを2シーズン務める。同年、ジュニア・オールブラックス（ラグビーニュージーランド代表Aチーム）ヨーロッパ遠征アシスタントコーチに就任。
ウェールズ代表アシスタントコーチ
2001年、グラハム・ヘンリーラグビーウェールズ代表ヘッドコーチ（当時）の要請を受けウェールズ代表アシスタントコーチに就任。
ウェールズ代表ヘッドコーチ
2002年シーズンから3年契約でカンタベリー州代表ヘッドコーチに内定していたが、2002年2月、ヘンリーの退任に伴いウェールズ代表ヘッドコーチに昇格。シックス・ネイションズ2002は5戦1勝4負、対イングランド戦では10対50と大敗。当初はシックス・ネイションズ終了時までの短期契約であったが同年4月、ウェールズラグビー協会と2003 - 2004シーズンまでの契約延長に合意。しかし翌年のシックス・ネイションズ2003では5戦5負、親善試合を含め11連敗を記録。ラグビーワールドカップ2003では4戦3勝1負で予選プール2位通過（1位はニュージーランド代表）、決勝トーナメントへ進出するも準々決勝対イングランド戦で敗北。2003年11月、シックス・ネイションズ2004終了後の退任を発表。シックス・ネイションズ2004は5戦2勝3負。2004年6月、ウェール代表ヘッドコーチを退任。ウェールズ代表での通算成績は31戦11勝20負。
ニュージーランド代表アシスタントコーチ
2004年、ヘンリーのニュージーランド代表ヘッドコーチ就任に伴いアシスタントコーチに就任（担当はフォワード）。ニュージーランド代表は順調に戦歴を重ねラグビーワールドカップ2007では予選プール4戦4勝で1位通過するも、決勝トーナメント準々決勝対フランス戦で敗北。同年12月、ヘンリーの留任が決定しハンセンもアシスタントコーチ職に留まる。2009年、ロビー・ディーンズのラグビーオーストラリア代表ヘッドコーチ就任に伴い空席となったクルセイダーズヘッドコーチ就任が噂されたが、NZRUはクラブチームと代表チームの兼任を認めずクルセイダーズヘッドコーチにはトッド・ブラックアダーが就任。ラグビーワールドカップ2011で24年ぶりにニュージーランド代表が優勝。同年11月1日、ヘンリーのオールブラックスヘッドコーチ勇退が発表される。ヘンリーからの強い推薦もあり、同年12月16日、NZRUはハンセンをオールブラックス・ヘッドコーチ職へ昇格させる人事案を発表した（契約期間は2年）。ジョン・ハート、グラハム・ヘンリーに続き3人目となるオールブラックス選出経験のないヘッドコーチに就任。
ニュージーランド代表ヘッドコーチ
- 2012年シーズン

シーズン前哨戦となるスタインラガー・シリーズ（対アイルランド代表）を3戦3勝で飾り、ラグビーチャンピオンシップ6戦6勝で優勝、ブレディスローカップ優勝、北半球遠征ツアー5戦3勝1分1負でシーズンを終える。IRB年間最優秀監督賞を受賞。
- 2013年シーズン

2013年4月、NZRUとラグビーワールドカップ2015終了までの契約延長に合意。シーズン前哨戦となるスタインラガー・シリーズ（対フランス代表）を3戦3勝、ラグビーチャンピオンシップ6戦6勝で優勝、ブレディスローカップ優勝。北半球遠征ツアー4戦（日本・フランス・イングランド・アイルランド）全勝と1試合も落すことなくシーズンを終える。この年のニュージーランド女王誕生日に女王よりニュージーランド・メリット勲章（コンパニオン）が授与された。IRB年間最優秀監督賞を受賞（二度目）。
- 2014年シーズン

スタインラガー・シリーズ（対イングランド代表）を3戦3勝で終え、ラグビーチャンピオンシップ初戦（対オーストラリア代表、シドニー）を迎えるも、12-12で引き分けとなり、18試合連勝記録が途切れる。対南アフリカ代表戦（現地時間10月5日、ヨハネスブルグ）では25-27で敗北し、22試合ぶりの負けを記録。ラグビーチャンピオンシップは6戦4勝1分1負で優勝、ブレディスローカップの防衛に成功し、北半球遠征（アメリカ・イングランド・スコットランド・ウェールズ）では4戦4勝でシーズンを終える。オールブラックスヘッドコーチ就任3シーズン42戦38勝の成績が評価され、同年12月にNZRUと2017年シーズンまでの契約延長に合意。ワールドラグビー（旧・IRB）年間最優秀監督賞を受賞（三度目）。
- 2015年シーズン

ニュージーランド代表初となるサモア遠征を行い、25対16で快勝。ラグビーワールドカップ2015では予選プールから全勝で決勝戦へ進出。最大のライバルチームであるオーストラリア代表に34対17で勝利し2大会連続のワールドカップ制覇を達成。このシーズンは12戦11勝1負。ブレディスローカップの13期連続防衛に成功。
- 2016年シーズン

2012年のオールブラックスヘッドコーチ就任から57戦52勝の成績が評価され、ニュージーランドラグビー協会（NZRU）と2019年W杯終了までの契約延長に合意（同年7月）。ヘンリー・ハンセン体制で代表チームを支えてきたベテラン選手がチームから引退し、2019W杯を見据えた新チーム体制を発足させた。新チームが発足してもニュージーランド代表の快進撃は止まらず、ウェールズ代表のニュージーランド訪問ツアーでは3戦3勝、ラグビーチャンピオンシップでは6戦6勝で優勝、北半球遠征（アイルランド（2戦）・イタリア・フランス）ではアイルランド代表（会場はシカゴ）に敗北し18戦連続勝利が途絶える（この北半球遠征では海外プロモーションの一環としてシカゴでアイルランド代表と対戦した）。ブレディスローカップの14期連続防衛にも成功。ワールドラグビー（旧・IRB）年間最優秀監督賞を受賞（四度目）。
- 2018年シーズン

今シーズンのニュージーランド代表は10戦9勝1敗の成績を残しブレディスローカップ16期連続防衛に成功。北半球遠征では日本代表、イングランド代表、イタリア代表に勝利するもアイルランド代表には2敗目。この年の暮れに、2019年W杯終了後に、ニュージーランド代表ヘッドコーチを退任すると発表。
- 2019年シーズン

ラグビーW2019杯開催のこの年、ザ・ラグビーチャンピオンシップは4戦2勝1分1負。対オーストラリア代表戦で1勝1負の試合規定からブレディスローカップの17期連続防衛に成功。対南アフリカ代表戦では1994年シーズン以来の引き分け試合となる。同年4月、ラグビーW杯2019終了後に、トヨタ自動車ヴェルブリッツディレクター・オブ・ラグビー（DoR, 相談役級）に就任する予定と報道される（同年10月にクライストチャーチの自宅が売りに出される）。同年9月にはニュージーランド代表の合宿地である大分県別府市で別府署の1日署長を務めた。20年ぶりに制帽を手にして「めったにできない経験。敬意を持って務める。」と語った。
2019年12月2日付で、トヨタ自動車ヴェルブリッツDoR正式就任が発表された。